# Примитивизм
Примитиви́зм (лат.  primitivus — первый, самый ранний) — программное, сознательное упрощение художественных образов и выразительных средств, ориентация на формы примитива, наивного искусства.

## Описание
Примитивным называют раннее, изначальное, то есть первобытное искусство. Отсюда второе значение: наивное искусство, лишённое критичности, саморефлексии, рационального или конструктивного начала композиции, связанное с доконструктивной стадией художественного мышления. Близкое понятие: инситное искусство (лат.  insitus — врождённый, прирождённый, исконный). «Суть примитивного искусства, независимо от того, относим ли мы это понятие к изобразительной деятельности первобытного человека или ребёнка, заключается в наивном натурализме, получении удовольствия от простого сходства с натурой, узнавания объекта в изображении, и самого изобразительного процесса».
В этом смысле примитивным называют искусство народов или племён, этнических групп, задержавшихся на ранних стадиях развития культуры, либо самодеятельное творчество народных мастеров, не прошедших специального обучения, академической школы рисунка, живописи и композиции, и опирающихся только на традицию и прирождённое чувство формы и цвета.
В XIX веке «примитивами» назвали художников проторенессанса и кватроченто, искусство которых казалось «неумелым» в сравнении с шедеврами Высокого Возрождения и римского классицизма начала XVI века.
Примитивное не означает слабое, плохое. В таком искусстве существуют собственные критерии законченности, целостности, ясности образа. Поэтому примитивное искусство следует отличать от архаического, которое свойственно ранним стадиям развития любого исторического типа искусства. Примитив не подлежит развитию, он совершенен в своем роде. В архаических формах всегда предчувствуется классика, возможность дальнейшего совершенствования. Примитивные формы искусства народов Африки, Океании, Южной Америки, аборигенов Австралии невозможно представить себе иными, «улучшенными». Не случайно такими произведениями восхищались искушённые в области формы французские художники-постимпрессионисты.
Существует и обратный процесс — «снижение» развитых стилевых форм, намеренное упрощение, схематизация образов. Для обозначения этого культурного явления в западноевропейской традиции применяют специальный термин (нем. gesunkenes Kulturgut — сниженный культурный фонд), или «рустикализация исторического стиля». Народные мастера по-своему интерпретируют «столичные стили», трансформируют классицистические и барочные мотивы, темы, сюжеты.
В узком, конкретно-историческом значении примитивизмом называют течение в живописи, зародившееся в конце XIX — начале XX века. Оно проявилось в обращении к традициям народной гравюры средневековья, в имитации народных картинок, лубков
Наиболее известные представители примитивизма: Анри Руссо, Нико Пиросмани, Екатерина Медведева, Бабушка Мозес. Существенный вклад в открытие искусства народных примитивов внесла Ксения Георгиевна Богемская. Она способствовала открытию публике таких видных российских мастеров наивного искусства, как Павел Леонов, Елена Волкова, Татьяна Еленок, Пыжова Алевтина Дмитриевна и многих других.
Неопримитивизм — художественное направление, провозглашённое в 1907 году российским авангардистом Михаилом Ларионовым, которое несколькими годами ранее предрекал Александр Бенуа.

## История
Примитивизм — это утопическая идея, которая отличается от обратной ей телеологии. «Утопический конец», к которому стремятся примитивисты, обычно лежит в условном «состоянии природы» в котором существовали их предки (хронологический примитивизм) или в предполагаемом естественном состоянии народов, которые живут за пределами «цивилизации» (культурный примитивизм).
Желание «цивилизованного» восстанавливается до «состояния природы», такого же давнего, как сама цивилизация. В древности превосходство «примитивной» жизни главным образом нашло выражение в так называемом мифе золотого века, изображенного в жанре европейской поэзии и визуального искусства, известного как пастораль. Примитивистский идеализм приобрел новый импульс с началом индустриализации и встречи европейцев с до сих пор не известными народами после колонизации Америки, Тихого океана и других частей того, что станет имперской системой.
Во время Просвещения идеализация коренных народов использовалась для критики аспектов европейского общества. Итальянский философ, историк и юрист Джамбаттиста Вико (1688—1744) первым утверждал, что примитивные народы были ближе к источникам поэзии и художественного вдохновения, чем «цивилизованный» или современный человек. Вико писал в контексте дискуссий, известных как спор о древних и новых. Он включал дебаты по поводу достоинств поэзии Гомера и Библии против современной литературы.
В XVIII веке немецкий учёный Фридрих Август Вольф определил отличительный характер устной литературы и определил Гомера и Библию в качестве примеров народной или устной традиции (Пролегомена в Гомера, 1795). Идеи Вико и Вольфа получили развитие в XIX веке при помощи Гердера. Тем не менее, хотя такие аргументы и имели место в литературе, они были известны относительно небольшому количеству образованных людей, и их влияние было ограничено или вообще не существовало в сфере визуального искусства.
Два события потрясли мир изобразительного искусства середины XIX века. Первым было изобретение фотографической камеры, которая, возможно, стимулировала развитие реализма в искусстве. Вторым открытием было открытие в мире математики неевклидовой геометрии, которая свергла абсолюты евклидовой геометрии и поставила под сомнение традиционную перспективу ренессанса, предполагая возможность существования нескольких пространственных миров и перспектив, в которых вещи могут выглядеть совершенно по-разному.
Открытие возможности иных измерений имело противоположный фотографии эффект и работало на противодействие реализму. Художники, математики и интеллектуалы поняли, что есть другие способы увидеть вещи кроме тех основ академической живописи, которые преподавались в школах изящных искусств, предписывались жёстким учебным планом, основанным на копировании идеализированных классических форм, и поддерживали ренессансную перспективу в живописи как кульминацию цивилизации и знания.
Изобретение парохода и других инноваций глобальной транспортировки в XIX веке «перенесло» коренные культуры европейских колоний и их творчество в столицы империй. Многие западные художники и ценители были очарованы этими объектами, переписывая свои особенности и стили до «примитивных» форм выражения; особенно воспринимались отсутствие линейной перспективы, простые очертания, наличие символических знаков, таких как иероглифы, эмоциональное искажение рисунка, и энергичные ритмы в результате использования повторяющегося орнамента. Это были в первую очередь культуры Африки и Океании. Эти стилистические атрибуты, присутствующие в изобразительном искусстве Африки, Океании и индейцев Америки, также могут быть найдены в архаическом и крестьянском искусстве Европы и Азии.
Восставая против этого догматического подхода, западные художники начали пытаться изобразить реалии, которые могут существовать в мире за пределами ограничений трехмерного мира, обычного представления, опосредованного классической скульптурой. Они ориентировались на японское и китайское искусство, которые считали сложными. Неевклидовая перспектива и очарование племенного искусства: западные художники видели в них очарование изображения духовного мира. Они также обращались к искусству неподготовленных художников и детскому искусству, которые, как они полагали, изображали эмоциональные реалии, игнорируемые в обычной академической живописи.
Племенное и другое неевропейское искусство также оказалось близко тем, кто был недоволен репрессивными аспектами европейской культуры. Имитации племенного или архаичного искусства также попадают в категорию историзма девятнадцатого века, поскольку эти подражания стремятся воспроизводить это искусство подлинным образом. Фактические примеры племенного, архаического и народного искусства были оценены как художниками, так и коллекционерами.
Картины Поля Гогена и Пабло Пикассо и музыку Игоря Стравинского часто упоминаются в качестве наиболее ярких примеров примитивизма в искусстве. «Весна священная» Стравинского является «примитивизмом» постольку, поскольку её программная тема — языческий обряд: человеческая жертва в дохристианской России. Он использует суровый диссонанс и громкие, повторяющиеся ритмы для отображения модернизма. Тем не менее Стравинский был мастером выученной классической традиции и работал в её пределах. В современном визуальном искусстве работы Пикассо также понимаются как те, которые отвергают художественные ожидания классической школы и выражают первичные импульсы, независимо от того, работал ли он в кубизме, неоклассическом или племенном направлении.

## Галерея

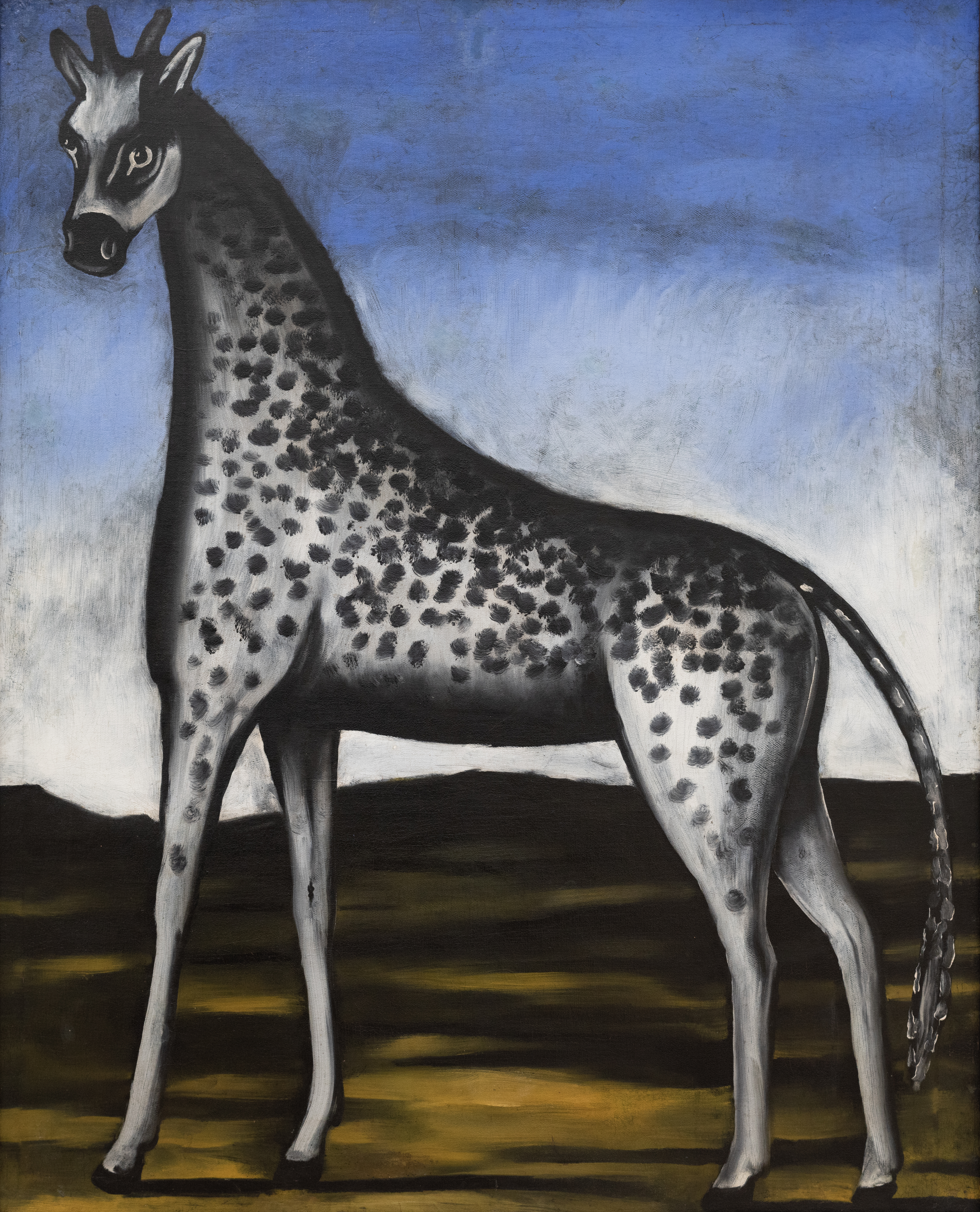
Пиросмани. Жираф
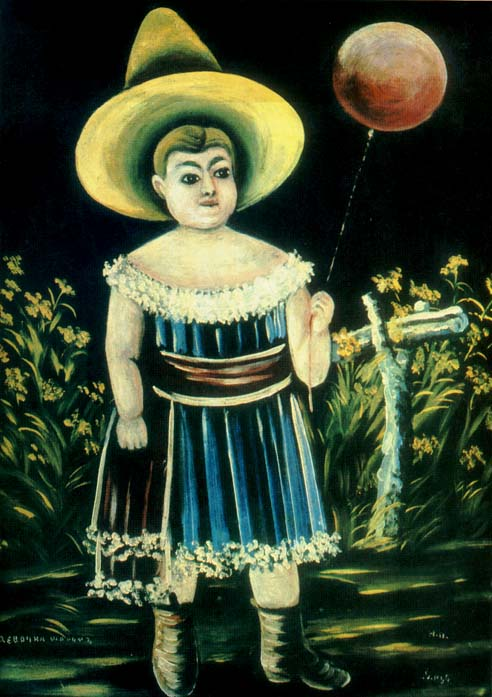
Пиросмани. Девочка с воздушным шаром
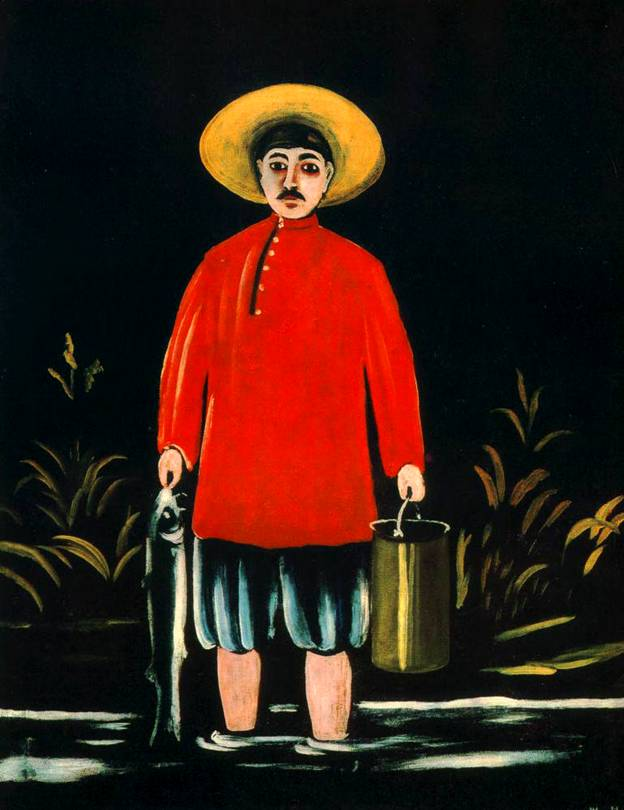
Пиросмани. Рыбак в красной рубашке
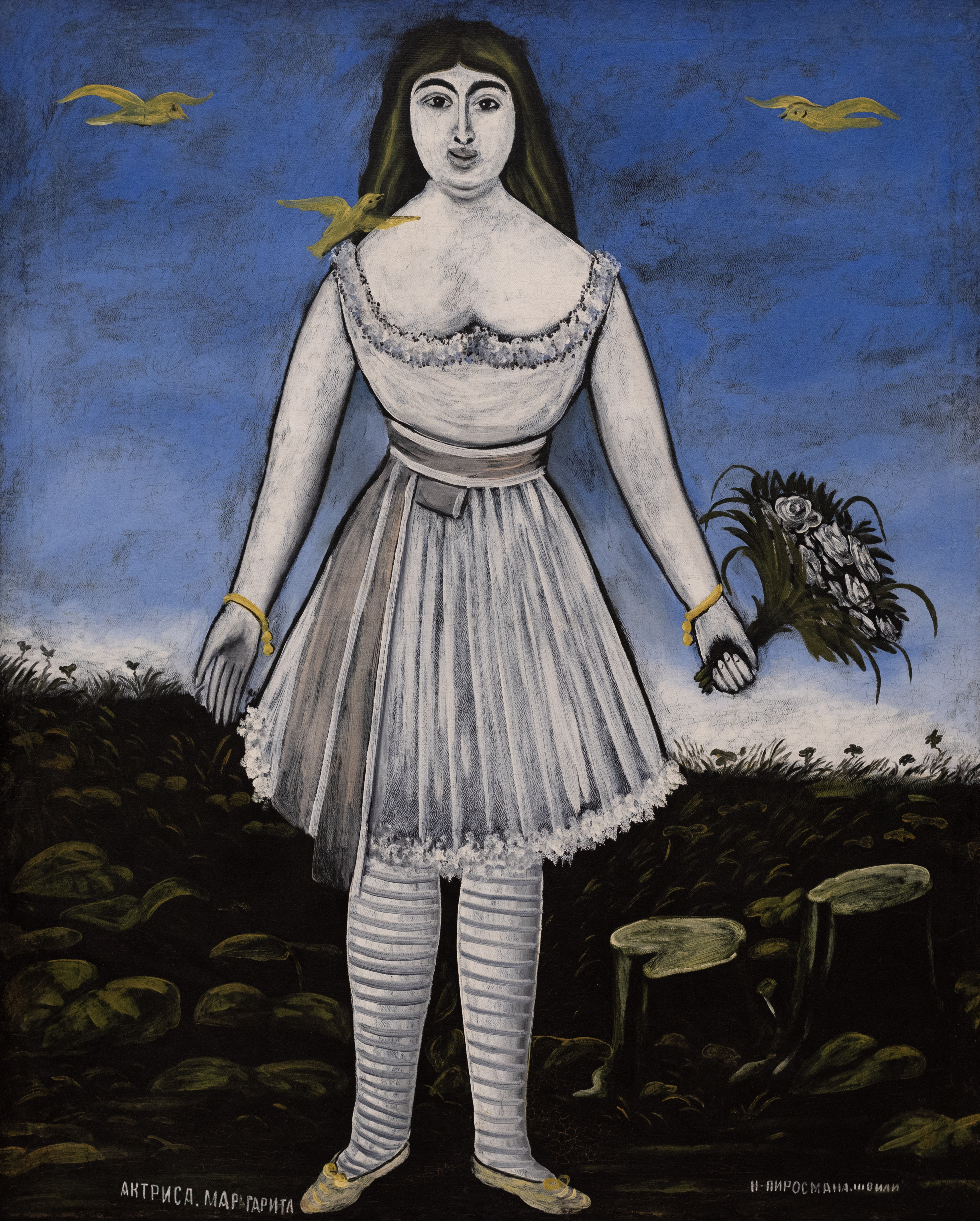
Пиросмани. Актриса Маргарита

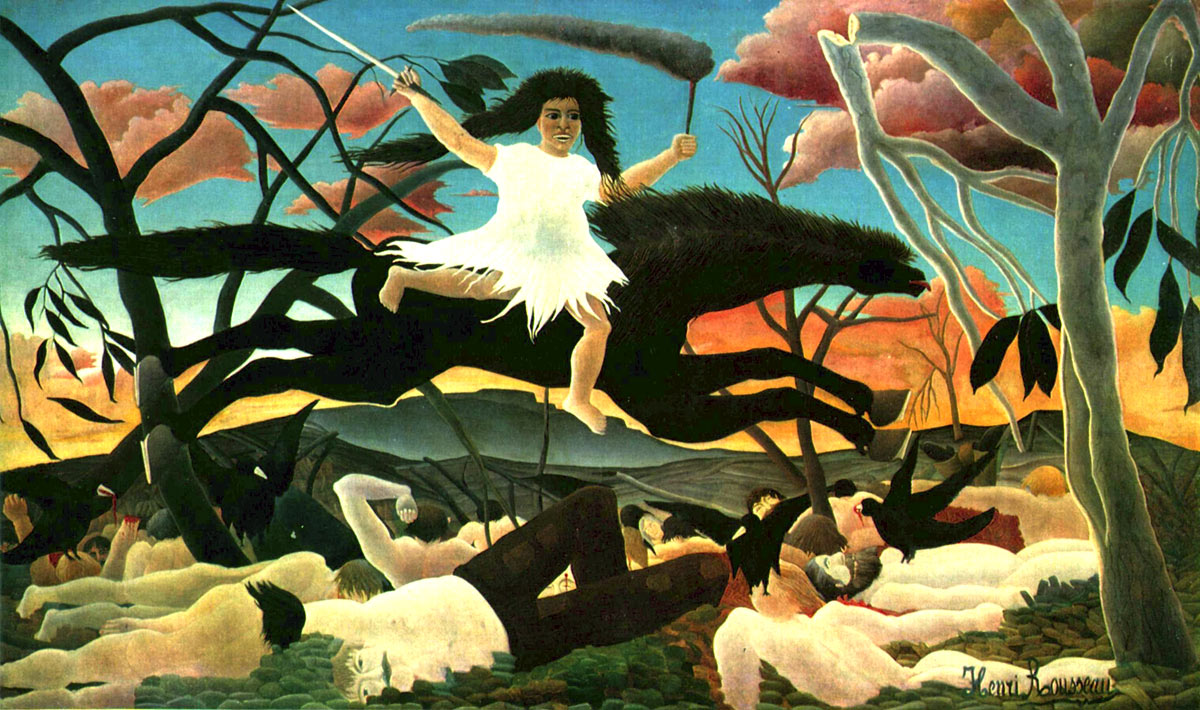
Анри Руссо. «Война» («Раздор»)
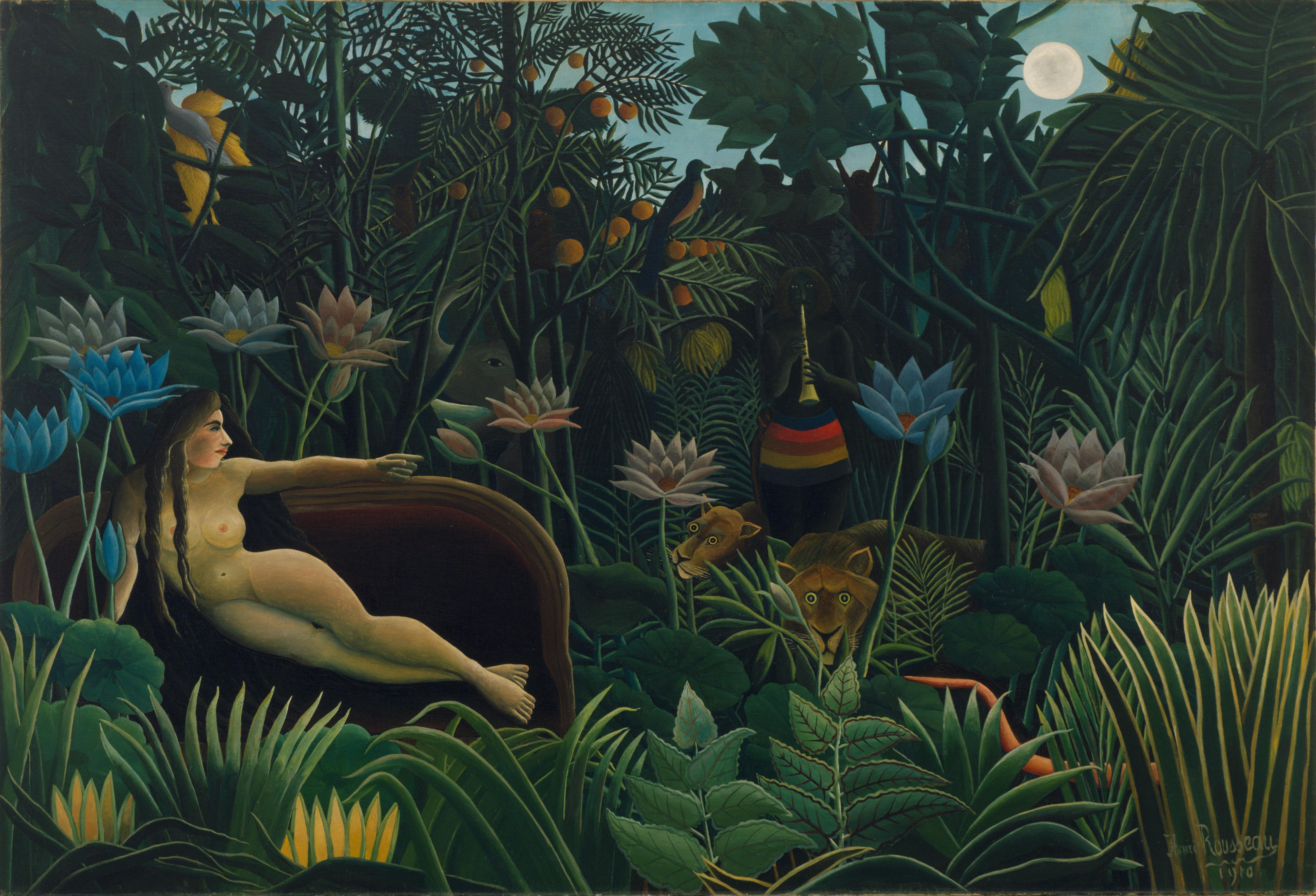
Анри Руссо. «Сновидение», 1910
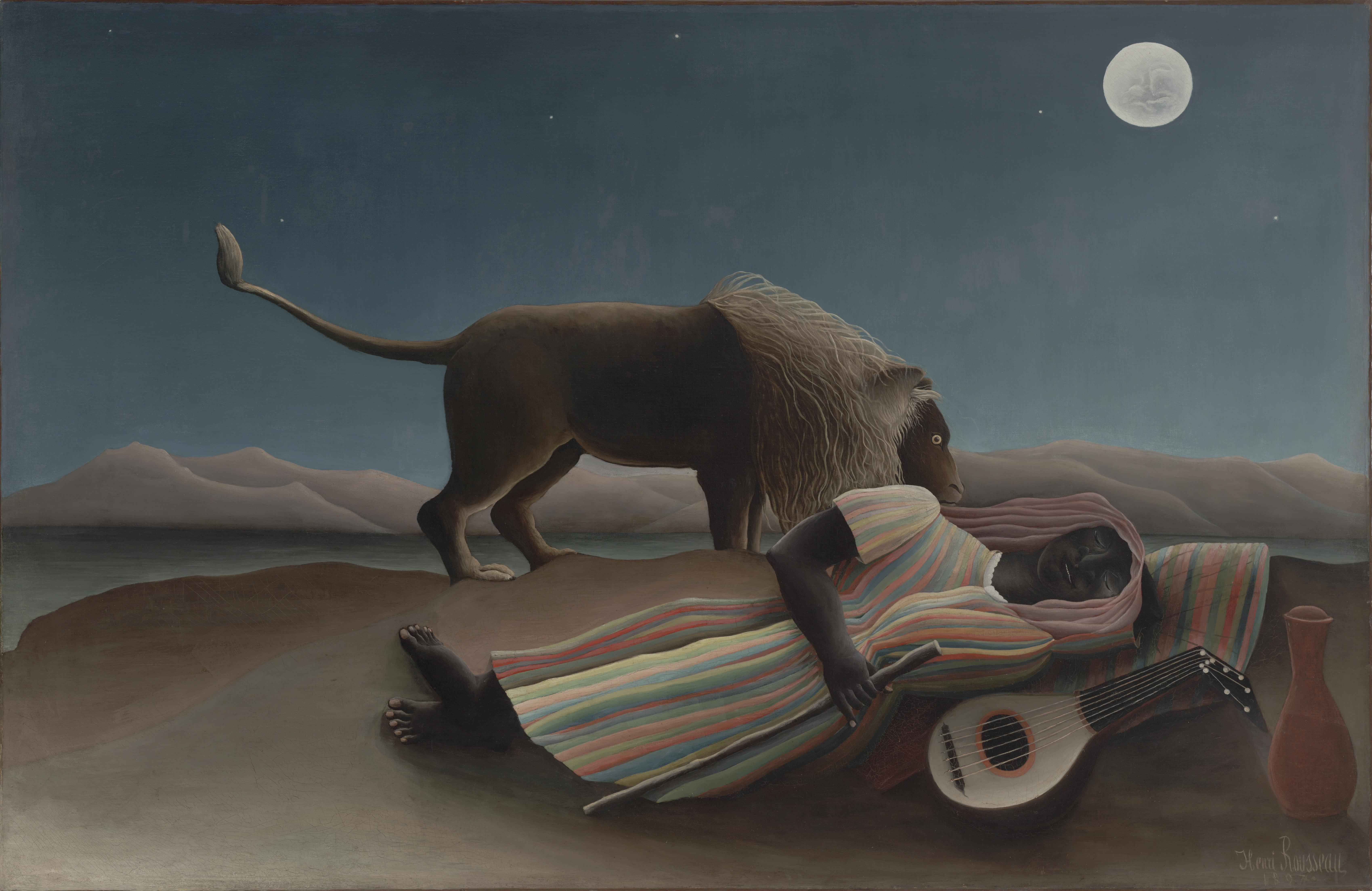
Анри Руссо. Спящая цыганка, 1897